# Sandy Saddler
Joseph "Sandy" Saddler (23 de junio de 1926 - 18 de septiembre de 2001) fue un boxeador profesional estadounidense. Fue dos veces campeón mundial de peso pluma y también ostentó el título de peso superpluma. Durante su carrera de doce años (1944-1956), Saddler anotó 104 nocauts y fue detenido solo una vez, en su segunda pelea profesional, Jock Leslie. En 2003, Saddler ocupó el puesto número cinco en la lista de la revista The Ring de los "100 mejores golpeadores de todos los tiempos". Su sobrino es Grandmaster Flash.

## Carrera profesional
Saddler es conocido por su serie de cuatro peleas con Willie Pep. Sin embargo, tuvo 93 peleas antes de enfrentarse a Pep.

### Carrera temprana
Saddler se convirtió en profesional en peso gallo ganando su debut profesional y perdiendo su segunda pelea, peleó 10 veces más en peso gallo y tenía un récord de 85-6-2 antes de enfrentarse a Willie Pep, el récord de Saddler incluía una derrota ante Phil Terranova y un empate  con jimmy carter.

### Frente a Willie Pep
Los dos se enfrentaron por primera vez el 29 de octubre de 1948. Pep era el actual campeón mundial de peso pluma y al entrar en la pelea ostentaba un récord de 134-1-1 (43 KO). Saddler era el perdedor y capturó el título al derribar a Pep cuatro veces en el camino a una victoria por nocaut en cuatro asaltos. Esta fue solo la segunda vez que Pep fue derrotado, Sammy Angott lo derrotó en 1943 y la primera vez que lo detuvieron en 137 combates.
Pep luego recuperó la corona el  11 de febrero de 1949, al vencer a Saddler en 15 rondas. Saddler recuperó la corona el 8 de septiembre de 1950 por nocaut técnico en el octavo asalto. Pep renunció tras dislocarse el hombro. La pareja peleó su última pelea el 26 de septiembre de 1951. En una de las peleas de campeonato más sucias jamás peleadas, [cita requerida] Saddler ganó cuando la pelea se detuvo en el décimo asalto.
Saddler luchó contra varios otros oponentes notables durante su carrera. Noqueó al futuro campeón de peso ligero Joe Brown, así como a los campeones de peso ligero Lauro Salas y Paddy DeMarco. Saddler venció al campeón de peso ligero Jimmy Carter, noqueó al futuro campeón de peso ligero "Flash" Elorde y perdió ante  Larry Boardman.